# Playa Paulina
Der Playa Paulina ist ein mindestens 185 m langer Strand am Ufer der Barclay Bay der Livingston-Insel im Archipel der Südlichen Shetlandinseln. Auf der Westseite des Kap Shirreff am nördlichen Ausläufer der Johannes-Paul-II.-Halbinsel liegt er nördlich des Punta Yeco.
Chilenische Wissenschaftler benannten ihn nach Paulina Schiappacasse Cambiaso, Geographin der 45. Chilenischen Antarktisexpedition (1990–1991).